# 高山姬春蟬
高山姬春蟬（学名：Euterpnosia alpina）为蟬科姬春蟬屬下的一个种，成蟲於每年4至6月出沒，常見於臺灣山區海拔2000公尺以上的二葉松林，具趨光性，公蟬體長約25.6—28（1.01—1.10英寸），大型蟬，體態特徵類似太平姬春蟬，但頭、胸部偏黑色，腹部黑色斑紋相對較深，鳴聲差異很大。